# Torre del Belvedere
La Torre del Belvedere è una torre situata lungo la sponda occidentale delle Mura di Montepescali, nel territorio comunale di Grosseto. La sua ubicazione è nei pressi di Porta Vecchia, addossata al lato esterno del circuito murario.

## Storia
La torre fu costruita in epoca medievale, quando si doveva caratterizzare per la sezione di forma quadrangolare. La struttura fortificata svolgeva fin dalle origini funzioni di avvistamento, di difesa ed offesa.
In epoca rinascimentale, la torre subì interventi di riqualificazione, nell'ambito del rafforzamento del sistema difensivo del borgo di Montepescali, che culminò con la realizzazione dell'imponente baluardo a tre punte all'estremità meridionale della cerchia muraria. A seguito di tale intervento, la torre fu parzialmente modificata, pur continuando a mantenere l'aspetto fortificato e a svolgere le originarie funzioni.
Da allora, la Torre del Belvedere ha mantenuto pressoché intatto il suo aspetto.

## Descrizione
La Torre del Belvedere si presenta a sezione semicircolare, addossata sul lato interno a quello esterno del perimetro delle Mura di Montepescali.
Situata lungo la sponda occidentale delle mura, poco oltre Porta Vecchia, la torre si caratterizza per strutture murarie interamente rivestite in pietra, con un basamento a scarpa che discende verso il basso, adattandosi all'orografia del terreno su cui sorge; in passato vi era anche una cannoniera.
Le originarie funzioni di difesa ed offesa sono ravvisabili nella feritoia ancora presente, mentre la parte sommitale includeva la terrazza da dove venivano svolte le funzioni di avvistamento.